# Nazionale maschile di calcio a 5 della Slovenia
La nazionale di calcio a 5 della Slovenia è, in senso generale, una qualsiasi delle selezioni nazionali di Calcio a 5 della Nogometna zveza Slovenije che rappresentano la Slovenia nelle varie competizioni ufficiali o amichevoli riservate a squadre nazionali.

## Storia
La selezione slovena ha iniziato la propria attività dopo la divisione dalla Jugoslavia, partecipando alle qualificazioni all'European Futsal Tournament 1996 dove giunse terza alle spalle di Russia e Belgio nel girone C, mancando la qualificazione. Questo risultato le impedì di partecipare anche al mondiale spagnolo del medesimo anno. Agli Europei di Spagna del 1999 è poi uscita nelle fasi di qualificazione dove nel Gruppo A è stata sopravanzata nuovamente dalla Russia. Alle qualificazioni in vista del FIFA Futsal World Championship 2000 in Guatemala la nazionale balcanica non ha trovato miglior fortuna, venendo eliminata come terza nel Girone B organizzato in casa, a favore della Spagna poi campione del Mondo. La Slovenia si è dovuta poi fermare in qualificazione anche per il successivo appuntamento europeo in Russia nel 2001, dove nel Girone A è stata sopravanzata dalla Nazionale croata.
Alle qualificazioni del 2003 la Slovenia ha compiuto il suo primo exploit eliminando a sorpresa l'Olanda e guadagnando il pass per la fase finale dove è stata eliminata nel girone di primo turno pur dando una buona immagine di sé, grazie alle sconfitte di misura patite con Italia e Russia. Nelle qualificazioni al FIFA Futsal World Championship 2004 la Slovenia passa il primo turno ma è costretta a cedere alla Spagna con un doppio 1-4. L'anno dopo la Slovenia compie una grande impresa fermando stavolta i Campioni del Mondo della Spagna sul 3-3 nell'ultima gara del Girone 4, tuttavia rimane fuori dall'europeo per differenza reti. Nel 2007 infine la Slovenia padrona di casa giunge a pari merito con Belgio e Romania, ma è sorprendentemente quest'ultima a guadagnare il passaggio di turno per il Portogallo.

## Risultati nelle competizioni internazionali

### Coppa del Mondo
| Anno   | Luogo         | Piazzamento     | G | V | N | P | GF | GS |
| ------ | ------------- | --------------- | - | - | - | - | -- | -- |
| 1989   | Paesi Bassi   | -               | - | - | - | - | -  | -  |
| 1992   | Hong Kong     | -               | - | - | - | - | -  | -  |
| 1996   | Spagna        | Non qualificata | - | - | - | - | -  | -  |
| 2000   | Guatemala     | Non qualificata | - | - | - | - | -  | -  |
| 2004   | Taipei cinese | Non qualificata | - | - | - | - | -  | -  |
| 2008   | Brasile       | Non qualificata | - | - | - | - | -  | -  |
| 2012   | Thailandia    | Non qualificata | - | - | - | - | -  | -  |
| 2016   | Colombia      | Non qualificata | - | - | - | - | -  | -  |
| 2021   | Lituania      | Non qualificata | - | - | - | - | -  | -  |
| Totale |               | 0/9             | - | - | - | - | -  | -  |

### Campionato europeo
| Anno   | Luogo       | Piazzamento      | G  | V | N | P  | GF | GS |
| ------ | ----------- | ---------------- | -- | - | - | -- | -- | -- |
| 1996   | Spagna      | Non qualificata  | -  | - | - | -  | -  | -  |
| 1999   | Spagna      | Non qualificata  | -  | - | - | -  | -  | -  |
| 2001   | Russia      | Non qualificata  | -  | - | - | -  | -  | -  |
| 2003   | Italia      | 1º turno         | 3  | 0 | 0 | 3  | 7  | 14 |
| 2005   | Rep. Ceca   | Non qualificata  | -  | - | - | -  | -  | -  |
| 2007   | Portogallo  | Non qualificata  | -  | - | - | -  | -  | -  |
| 2010   | Ungheria    | 1º turno         | 2  | 0 | 0 | 2  | 1  | 7  |
| 2012   | Croazia     | 1º turno         | 2  | 0 | 0 | 2  | 5  | 10 |
| 2014   | Belgio      | Quarti di finale | 3  | 1 | 0 | 2  | 9  | 13 |
| 2016   | Serbia      | 1º turno         | 2  | 0 | 0 | 2  | 3  | 11 |
| 2018   | Slovenia    | Quarti di finale | 3  | 1 | 1 | 1  | 4  | 5  |
| 2022   | Paesi Bassi | 1º turno         | 3  | 0 | 2 | 1  | 7  | 8  |
| Totale |             | 7/12             | 18 | 2 | 3 | 13 | 36 | 68 |

## Rosa
Aggiornata al Campionato europeo 2022
| N. | Pos. | Giocatore        | Data nascita (età)         | Pres. | Reti | Squadra     |
| -- | ---- | ---------------- | -------------------------- | ----- | ---- | ----------- |
| 1  | P    | Tjaž Lovrenčič   | 17 gennaio 1996 (26 anni)  | 33    | 0    | Meteorplast |
| 2  | L    | Teo Turk         | 15 marzo 1996 (25 anni)    | 39    | 4    | Dobovec     |
| 3  | L    | Nejc Kovačič     | 18 dicembre 1998 (23 anni) | 8     | 0    | Kobarid     |
| 4  | U    | Max Vesel        | 11 maggio 2001 (20 anni)   | 2     | 0    | Siliko      |
| 5  | PV   | Jeremy Bukovec   | 7 ottobre 2000 (21 anni)   | 29    | 7    | Ptuj        |
| 6  | PV   | Denis Totošković | 18 novembre 1987 (34 anni) | 41    | 14   | Sampdoria   |
| 7  | D    | Igor Osredkar    | 28 giugno 1986 (35 anni)   | 168   | 83   | Litija      |
| 8  | L    | Nejc Hozjan      | 31 luglio 1996 (25 anni)   | 70    | 13   | FF Napoli   |
| 9  | L    | Gašper Vrhovec   | 18 luglio 1988 (33 anni)   | 89    | 45   | Litija      |
| 10 | L    | Alen Fetić       | 14 ottobre 1991 (30 anni)  | 119   | 48   | Petrarca    |
| 11 | D    | Klemen Duščak    | 5 novembre 1994 (27 anni)  | 29    | 3    | Dobovec     |
| 12 | P    | Nejc Berzelak    | 3 maggio 1998 (23 anni)    | 14    | 0    | Litija      |
| 13 | L    | Žiga Čeh         | 25 gennaio 1995 (26 anni)  | 40    | 14   | Dobovec     |
| 14 | U    | Matej Fideršek   | 4 luglio 1991 (30 anni)    | 66    | 25   | Sampdoria   |
| 20 | PV   | Kristjan Čujec   | 30 novembre 1988 (33 anni) | 126   | 75   | Dobovec     |

## Tutte le rose

### Campionato europeo
Campionato europeo di calcio a 5 20031 Marjan Dermastija, 2 Tomislav Horvat, 3 Denis Delamea, 4 Dejan Simić, 5 Denis Ibrišimović, 6 Danilo Kurnik, 7 Jože Gačnik, 8 Dejan Kraut, 9 Senudin Džafić, 10 Milivoje Simeunović, 11 Mito Kos, 12 Marko Pungartnik, 13 Valdi Lakoseljac, 14 Danilo Guček, CT: Darko Križman
Campionato europeo di calcio a 5 20101 Aljoša Mohorič, 2 Miha Osojnik, 3 Igor Kragelj, 4 Gorazd Drobnič, 5 Kristjan Čujec, 6 Slaviša Goranovič, 7 Igor Osredkar, 8 Benjamin Melink, 9 Rajko Uršič, 10 Danijel Pantič, 11 Siniša Brkič, 12 Alan Pertovt, 13 Jaka Sovdat, 18 Damir Pertič, CT: Andrej Dobovičnik
Campionato europeo di calcio a 5 20121 Aljoša Mohorič, 2 Rok Mordej, 3 Primož Zorč, 4 Sebastijan Drobne, 5 Kristjan Čujec, 6 Rok Grzelj, 7 Igor Osredkar, 8 Benjamin Melink, 9 Rajko Uršič, 10 Gaj Rosič, 11 Alen Fetić, 12 Damir Puškar, 16 Alen Mordej, 18 Damir Pertič, CT: Andrej Dobovičnik
Campionato europeo di calcio a 5 20141 Damir Puškar, 2 Rok Mordej, 3 Dejan Bizjak, 4 Sebastijan Drobne, 5 Kristjan Čujec, 6 Uroš Kroflič, 7 Igor Osredkar, 8 Benjamin Melink, 9 Gašper Vrhovec, 10 Alen Fetić, 11 Aleš Vrabel, 12 Alen Mordej, 13 Gaj Rosič, 14 Tilen Štendler, CT: Andrej Dobovičnik
Campionato europeo di calcio a 5 20161 Damir Puškar, 2 Rok Mordej, 3 Matej Fideršek, 4 Anže Širok, 5 Kristjan Čujec, 6 Uroš Kroflič, 7 Igor Osredkar, 8 Nejc Hozjan, 9 Gašper Vrhovec, 10 Alen Fetić, 11 Tilen Štendler, 12 Alen Mordej, 13 Jaka Sovdat, 16 Igor Bratič, CT: Andrej Dobovičnik
Campionato europeo di calcio a 5 20181 Damir Puškar, 2 Rok Mordej, 3 Dejan Bizjak, 4 Anže Širok, 5 Kristjan Čujec, 6 Denis Totošković, 7 Igor Osredkar, 8 Teo Turk, 9 Gašper Vrhovec, 10 Alen Fetić, 11 Tilen Štendler, 12 Vid Sever, 13 Žiga Čeh, 14 Matej Fideršek, CT: Andrej Dobovičnik
Campionato europeo di calcio a 5 20221 Tjaž Lovrenčič, 2 Teo Turk, 3 Nejc Kovačič, 4 Max Vesel, 5 Jeremy Bukovec, 6 Denis Totošković, 7 Igor Osredkar, 8 Nejc Hozjan, 9 (Gašper Vrhovec), 10 Alen Fetić, 11 Klemen Duščak, 12 Nejc Berzelak, 13 Žiga Čeh, 14 Matej Fideršek, 20 Kristjan Čujec, CT: Tomislav Horvat